# Coryanthes villegasiana
Coryanthes villegasiana là một loài thực vật có hoa trong họ Lan. Loài này được Peláez mô tả khoa học đầu tiên năm 2006.